# Catedral de Sant Just i Sant Pastor (Narbona)

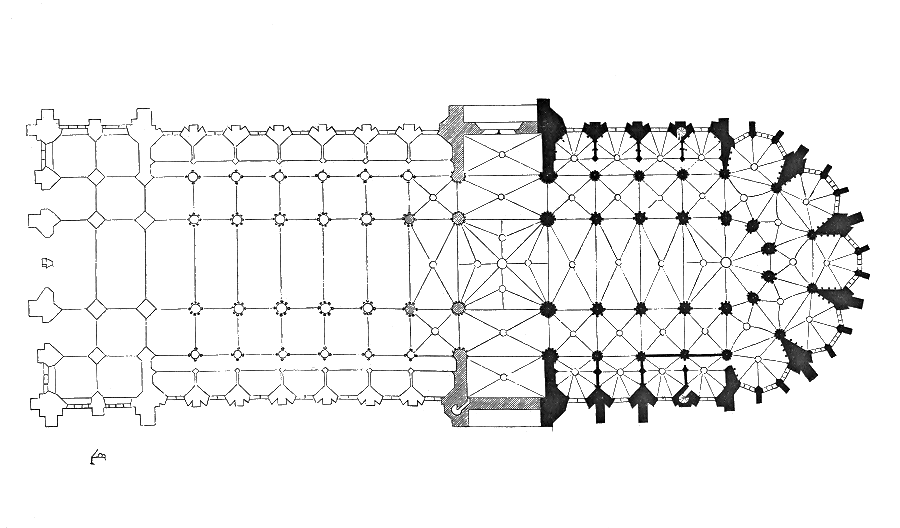
Projecte original de la catedral, segons Viollet-le-Duc. Només la part marcada en negre es va arribar a construir.

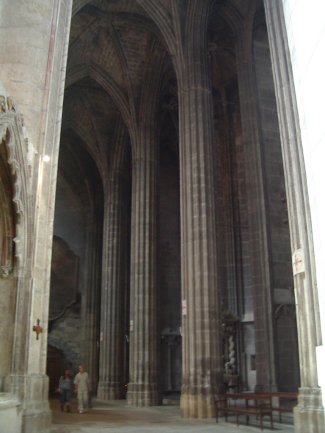
Vista interior

La Catedral de Sant Just i Sant Pastor és una antiga catedral de França, a la ciutat de Narbona, dins el conjunt monumental del Palau dels Arquebisbes de Narbona.

## Història
Es va iniciar el 1272 i les obres van durar fins al 1332. Com que per seguir-les hagués calgut demolir una part de les muralles romanes, els consols de la vila s'hi van oposar i va originar-se un plet entre el capítol i els cònsols. El 1355 el príncep Negre es va presentar davant la ciutat i la muralla va demostrar ser una bona defensa, per la qual cosa ja no es va tornar a parlar d'enderrocar-la. El claustre es va construir entre el 1354 i mitjans del segle xv. El 1708 l'arquebisbe Charles Le Goux de la Berchère va voler continuar les obres en un estil gòtic adaptat al gust clàssic de l'època i fou l'origen d'uns curiosos edificis que es troben al costat oest, la construcció dels quals es va abandonar el 1722. El 1840 Eugène Viollet-le-Duc va voler donar façana a l'edifici però no ho va portar a terme.

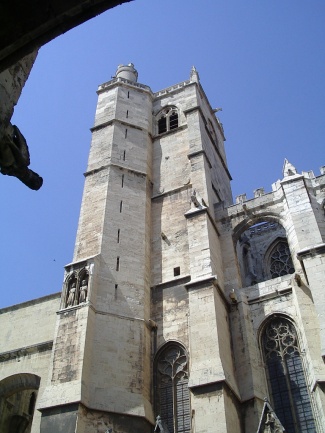
Vista parcial de la catedral

## Descripció
El projecte fou obra del mestre d'obres Joan Descamps, autor també de les catedrals de Clarmont d'Alvèrnia i Llemotges, tot i que alguns historiadors manifesten dubtes que es tracti del mateix. La catedral és principalment d'estil gòtic, però amb algunes torres que li donen un aspecte de fortificació i que no són pas decoratives, ja que efectivament el conjunt fou part activa a la defensa de la ciutat.
El cor, que és la part que es va arribar a construir, té tres naus, essent la central força més alta. Entre els contraforts es disposen capelles laterals: cinc de radials al deambulatori i quatre a cada costat. La capella central, dedicada a santa Maria de Betlem, té un gran retaule gòtic de pedra policromada, que havia estat ocult sota una capa d'estuc fins al 1981. Algunes finestres conserven els vitralls originals del segle xiv, concretament les de les capelles de l'absis i algunes de les finestres altes de la nau central.

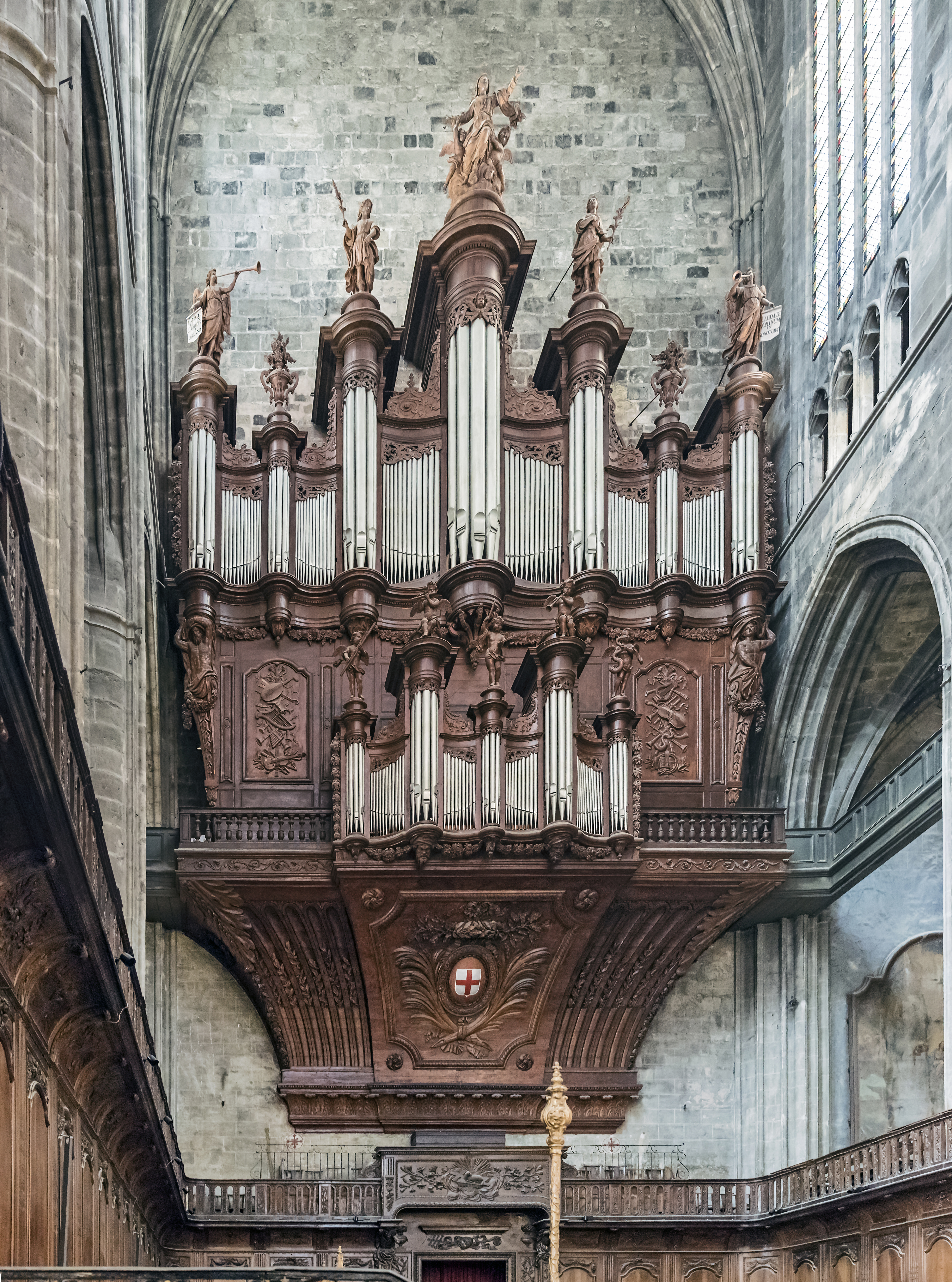
L'orgue

Des del claustre s'arriba per un corredor a la sala del gran orgue, obra de l'artesà Moucherel el 1741. A la sortida les parets verticals s'aixequen 40 metres i tenen un aspecte impressionant. Hi ha les restes de la tomba de marbre de Felip III de França (Felip l'Hardi), destruïda el 1793. El mobiliari és clàssic. L'altar principal, amb baldaquí, és de marbre de Caunes i bronze daurat, i va ser donació del Cardenal de Bonzi, arquebisbe de 1673 a 1703, havent estat construït seguint el model de Hardouin-Mansart. Les sales del capítol són de l'època de Lluís XVI.
A l'esquerra de l'altar principal hi ha una torre, dita del tresor, i les capelles; en aquesta zona hi ha la tomba del cavaller de la Borde (del temps d'Enric IV de França) i les tombes cadafals d'arquebisbes (especialment las del cardenal Briçonnet i el cardenal La Jugie). La capella absidal té una bonica estàtua de la Verge en alabastre feta el 1400. A la capella de Sant Miquel hi ha la porta que dona a la sala capitular o Capella de l'anunciació, del segle xv. Damunt de la sala hi ha l'anomenat tresor de la catedral, que conté entre molts altres objectes de culte, la tapisseria de La Creació del món feta el segle xv pels artesans de Brussel·les, la placa de marfil amb escenes evangèliques (feta al segle X), manuscrits, un cofre reliquiari, objectes d'orfebreria religiosa i en particular la capella de Monsenyor Dillon, darrer arquebisbe. A l'església mateixa hi ha tapissos de Gobelins i Aubusson, l'estàtua de Notre Dame du Pont, i el grup policromat La Missa a la Tomba (del segle xvi).
Per una porta del claustre s'arriba a un jardí amb una bona vista sobre la part oest de la catedral i el Palau dels Arquebisbes de Narbona. Es veuen les dues torres rodones entre les quals l'ala del Sínode, principal edifici del Palau Nou de Narbona. Des del claustre també s'arriba pel passatge de l'ancora a la Sala del pilar, del segle xiv, així anomenada perquè la volta que la cobreix se sosté sobre un gran pilar central, i que conte una gran col·lecció d'escultures medievals, inscripcions i baixos relleus, amb algunes estàtues inclòs del període visigot i fins al segle xv. També hi ha la tomba de vescomtessa Algaieta (1273), amb una estàtua.

## Altar principal
L'altar principal, amb baldaquí, és de marbre de Caunes i bronze daurat, i va ser donació del Cardenal de Bonzi, arquebisbe de Narbona del 1673 al 1703, havent estat construït seguint el model dibuixat per Hardouin-Mansart.

## El claustre
El claustre és al costat sud de la catedral, on hi havia hagut la catedral preromànica. Està adossat a les muralles del segle v i comunicat amb el palau episcopal. Els quatre corredors, força homogenis, tenen grans arcades, amb els contraforts guarnits amb curioses gàrgoles i pinacles flamígers.

## Galeria d'imatges

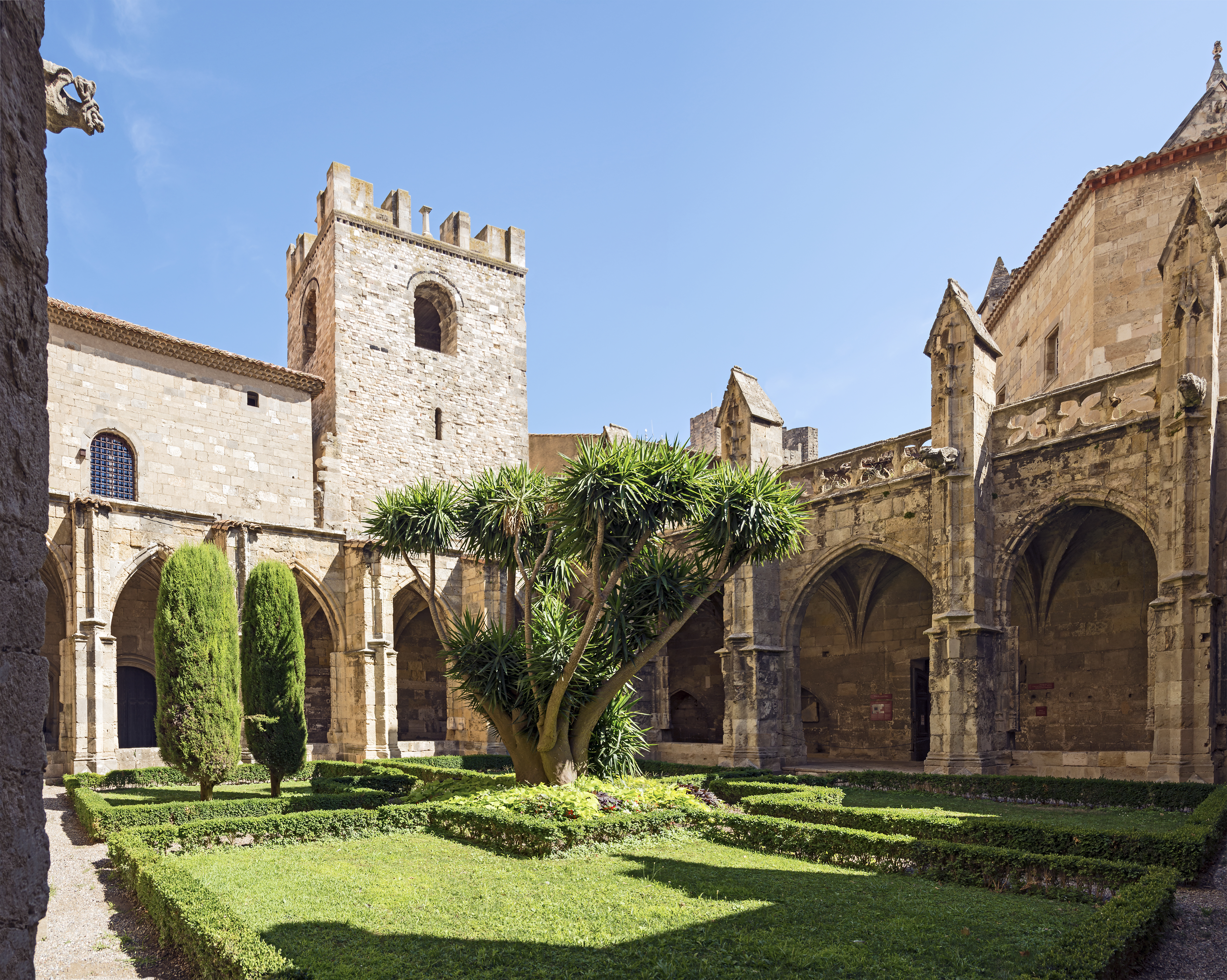
El claustre
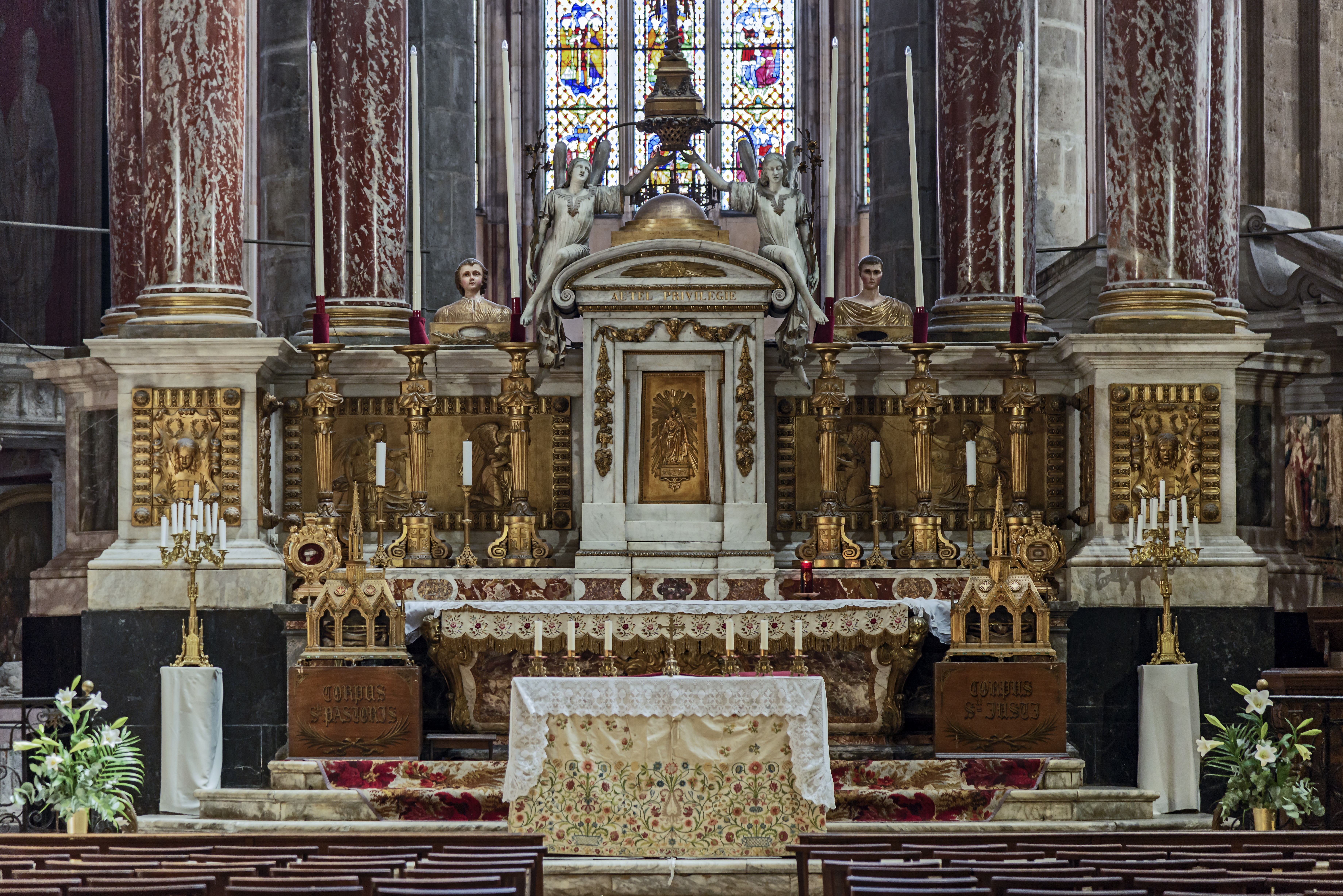
Altar principal
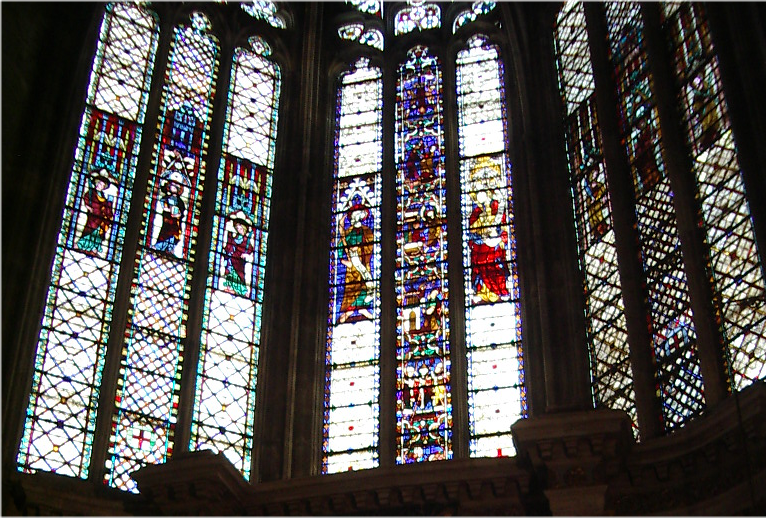
Vitralls
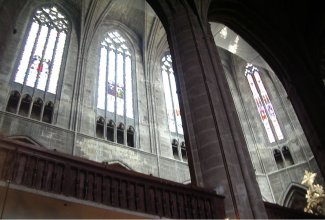
Vitralls